# Intel Mac

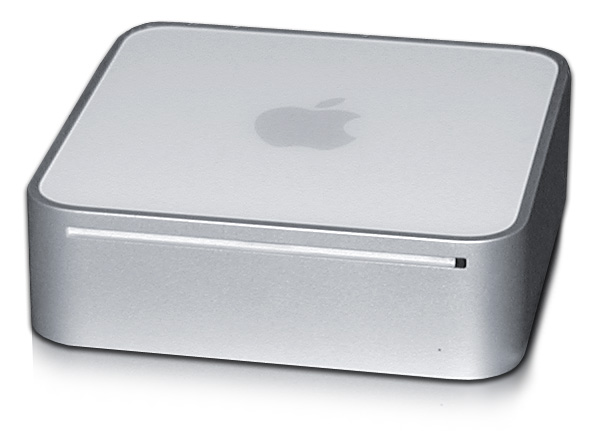
Mac mini (Intel Core Duo)

Intel Mac（インテル・マック）はAppleがかつて開発および販売を行っていた、MacにインテルのCPUを採用した製品群の総称である。PowerPCを搭載したMacの後継にあたる。
2020年11月17日に AppleシリコンのApple M1が搭載されたMacBook AirとMacBook Proの13インチが発売された。2022年以降発表の全てのMacではAppleシリコンが使われている。
2025年6月に発表されたmacOS Tahoe 26がIntel Macをサポートする最後のOSになる。

## 概要
2005年のWorldwide Developers Conferenceにて、Appleが将来的にインテルのCPUを採用した製品を提供すると発表され、翌年の2006年1月10日にIntel Coreを搭載したMacBook Pro（PowerBookが改称）とiMacを発表した。
Mac OS X v10.4 TigerからIntel Macに対応し、v10.6 Snow LeopardからはIntel Mac専用となった。
インテル製のCPUが搭載された経緯については、MacのIntel Mac時代を参照。

## 新機能

### Boot Camp
Boot Campとは、Intel MacでWindowsを動作させる機能であった。ブートローダをUEFIに対応させたLinuxなどのOSは起動が確認されているが、Appleは他のOSはサポートしていない。
それまでMac上では、Virtual PCやVMware Fusion、RealPC等の各種ハイパーバイザを利用して他のOSを動作させていたが、ハードウェアをネイティヴに利用出来るBoot Campは注目を集めた。
当初は、Windows XPがIntel Macの採用するファームウェア "UEFI" に対応していないため、既存のWindows XPを動作させることは疑問視されていたが、AppleからFirmware UpdateとBoot Campのベータ版のダウンロードによる提供が開始され、Intel Mac上でWindows XP ServicePack 2が動作できるようになった。またBoot CampはMac OS X v10.5 Leopardにて、正式に採用された。
2015年にリリースされたBoot Camp 6.0以降では、Windows 10（64bit）のみがサポートされており、Windows 11には対応しない。

## CPU一覧

### Intel Core Duo
2006年1月6日に発表された、Intel Macの初代CPU。Pentium Mの後継にあたる。32ビットのCPUである。

### Intel Core 2 Duo

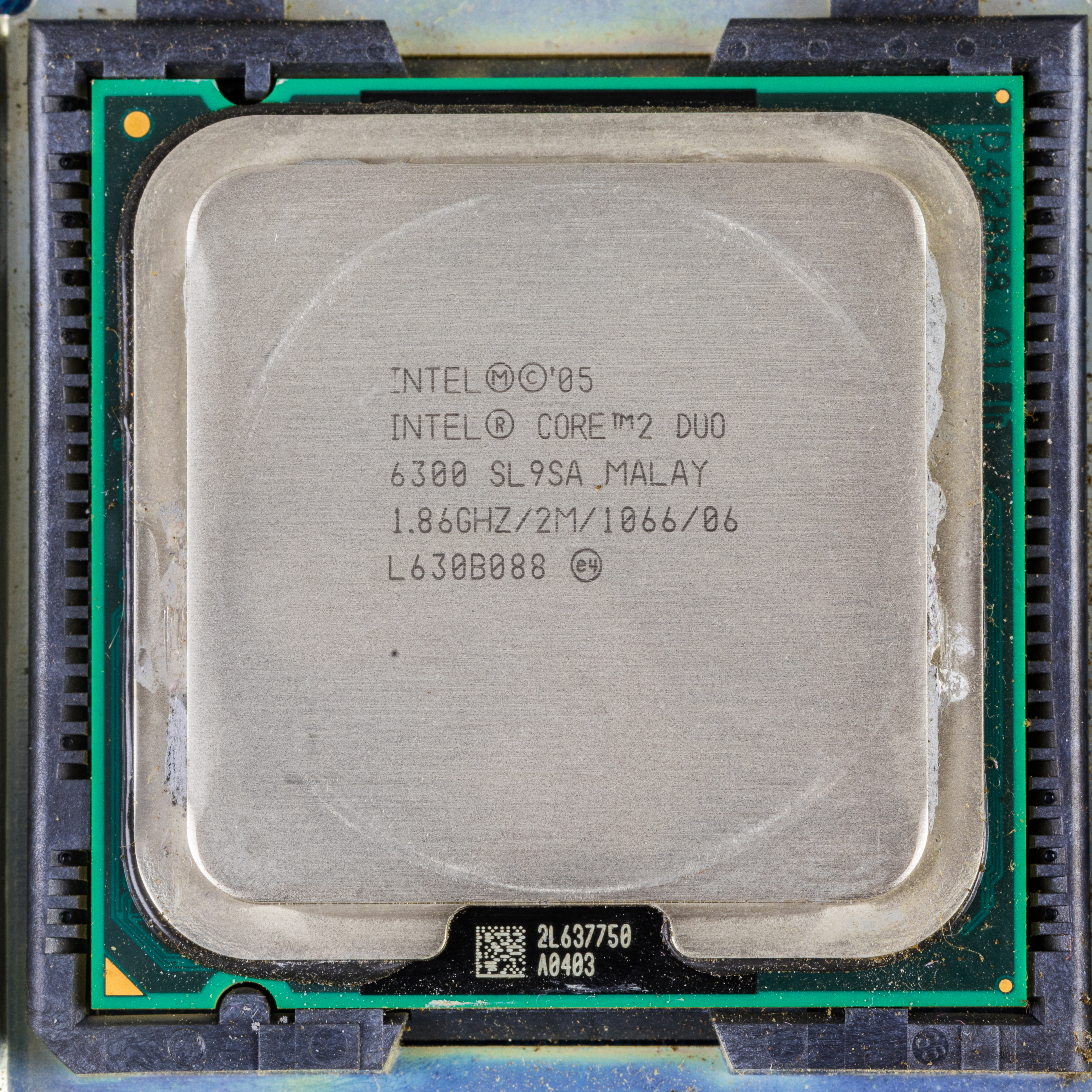
Intel Core 2 Duo

2006年7月27日に発表されたIntel Macの第2代CPU。Intel Core Duoの後継にあたる。64ビットのCPUであり、前作のIntel Core Duoよりも高速である。ノート機はすべてTシリーズ(T8100,T8300,T9300) が搭載されている。なおIntel Macに搭載されるCPUは2007年8月時点でモバイル版のみでデスクトップのiMacやMac miniにもモバイル向けのTシリーズが搭載されている。保証はないがデスクトップ機のiMacとMac miniのCPUはソケットから取り外す事が可能のためCore DuoからCore 2 Duoへのアップグレード可能とされている。

### Intel Core i3/i5/i7/i9
2009年10月22日に発表されたiMacの27インチモデルの上位機種のみにCore i5(2.66GHz)が、更にBTOにてCore i7(2.8GHz)が搭載される。発表時点でコンシューマーモデル唯一のクアッドコア且つNehalemアーキテクチャを採用したIntel Macとなる。

### Intel Xeon
2006年8月以降Woodcrest世代が、2008年1月以降Harpertown世代が、2009年以降にはNehalem-WS及びNehalem-EP世代がMac Pro及びiMac Pro及びXserveに採用されている。

## 製品群
Intel Macと呼ばれる製品には以下のものがある。
- iMac
- Mac mini
- MacBook
- MacBook Air
- MacBook Pro
- Mac Pro
- Xserve